# Faulquemont
Faulquemont (in tedesco Falkenberg) è un comune francese di 5 588 abitanti situato nel dipartimento della Mosella nella regione del Grand Est.

## Società

### Evoluzione demografica
Abitanti censiti